# Lingkongshan
Lingkongshan (kinesiska: 灵空山, 灵空山镇) är en köping i Kina. Den ligger i provinsen Shanxi, i den norra delen av landet, omkring 150 kilometer söder om provinshuvudstaden Taiyuan. Antalet invånare är 9 611. Befolkningen består av 3 752 kvinnor och 5 859 män. Barn under 15 år utgör 13,0 %, vuxna 15-64 år 80 %, och äldre över 65 år 5,0 %.
Genomsnittlig årsnederbörd är 707 millimeter. Den regnigaste månaden är juli, med i genomsnitt 238 mm nederbörd, och den torraste är december, med 3 mm nederbörd.